# Castello del Mare di Sidone
Il Castello del Mare di Sidone è un castello situato nell'omonima città in Libano. Venne costruito dai crociati nel 1228, ma fu parzialmente distrutto in seguito alla conquista da parte dei mammelucchi, venendo comunque ricostruito con l'aggiunta del ponte. Col tempo cadde in disuso, per poi essere nuovamente ristrutturato dal sultano Fakhr al-Din II nel XVII secolo.

## Descrizione

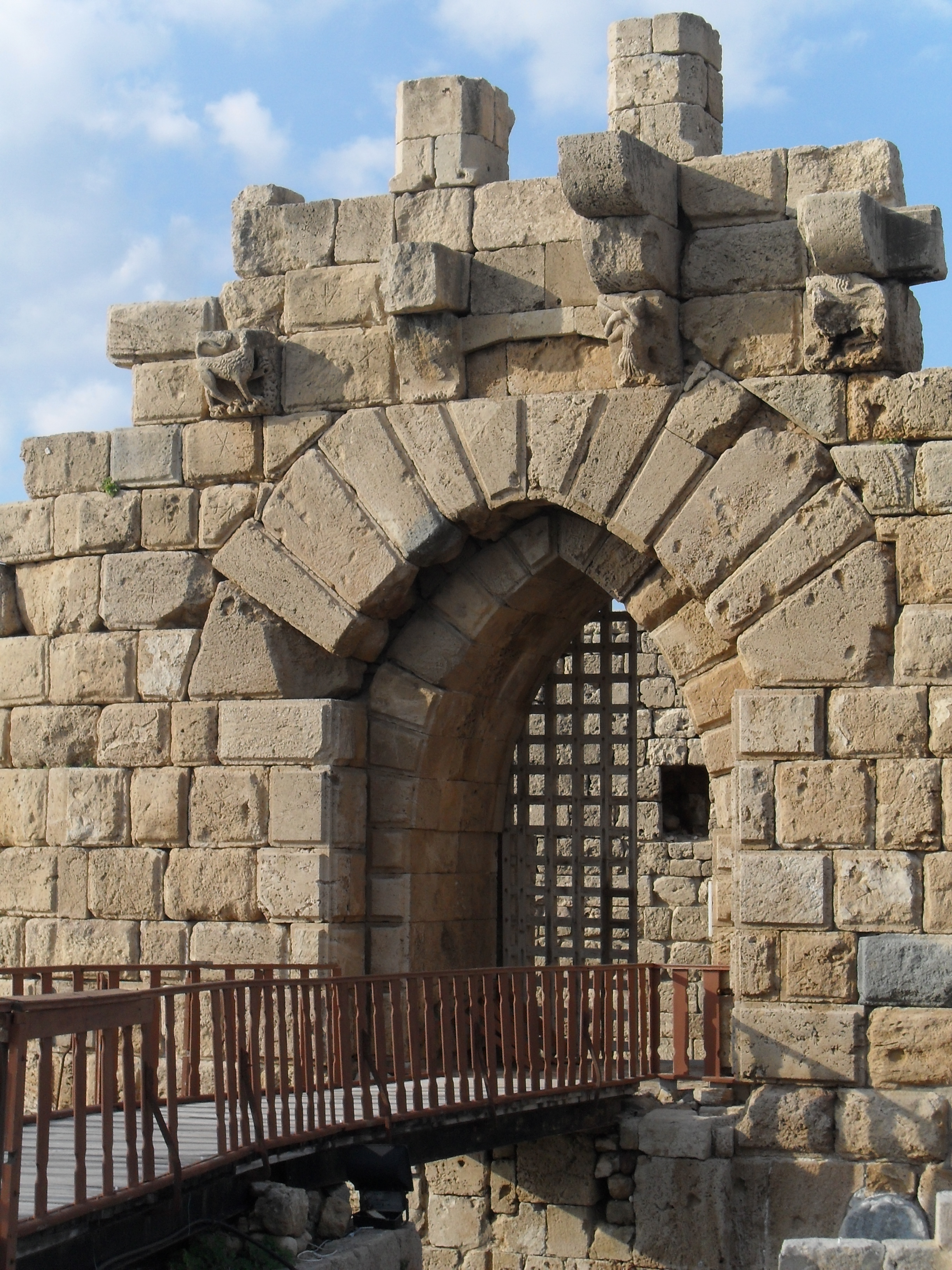
Ingresso del castello

Il castello si trova su un isolotto del porto, dove si presume che prima ci fosse un tempio fenicio. È collegato alla terraferma con un ponte a 9 arcate lungo 80 m costruito successivamente dagli arabi. Il complesso presenta una forma triangolare con alcune stanze, estendendosi poi con un altro muro lungo il lato opposto al ponte. Cominciando dall'ingresso si hanno due torri, di cui una ad ovest, collegata ad una grande sala e ancora conservata, al contrario dell'altra a est, costruita in due fasi dai crociati e dagli ottomani, e più dietro una moschea in mattoni di probabile costruzione ottomana, con forma cubica sormontata da una cupola.